# Gut Lützendorf

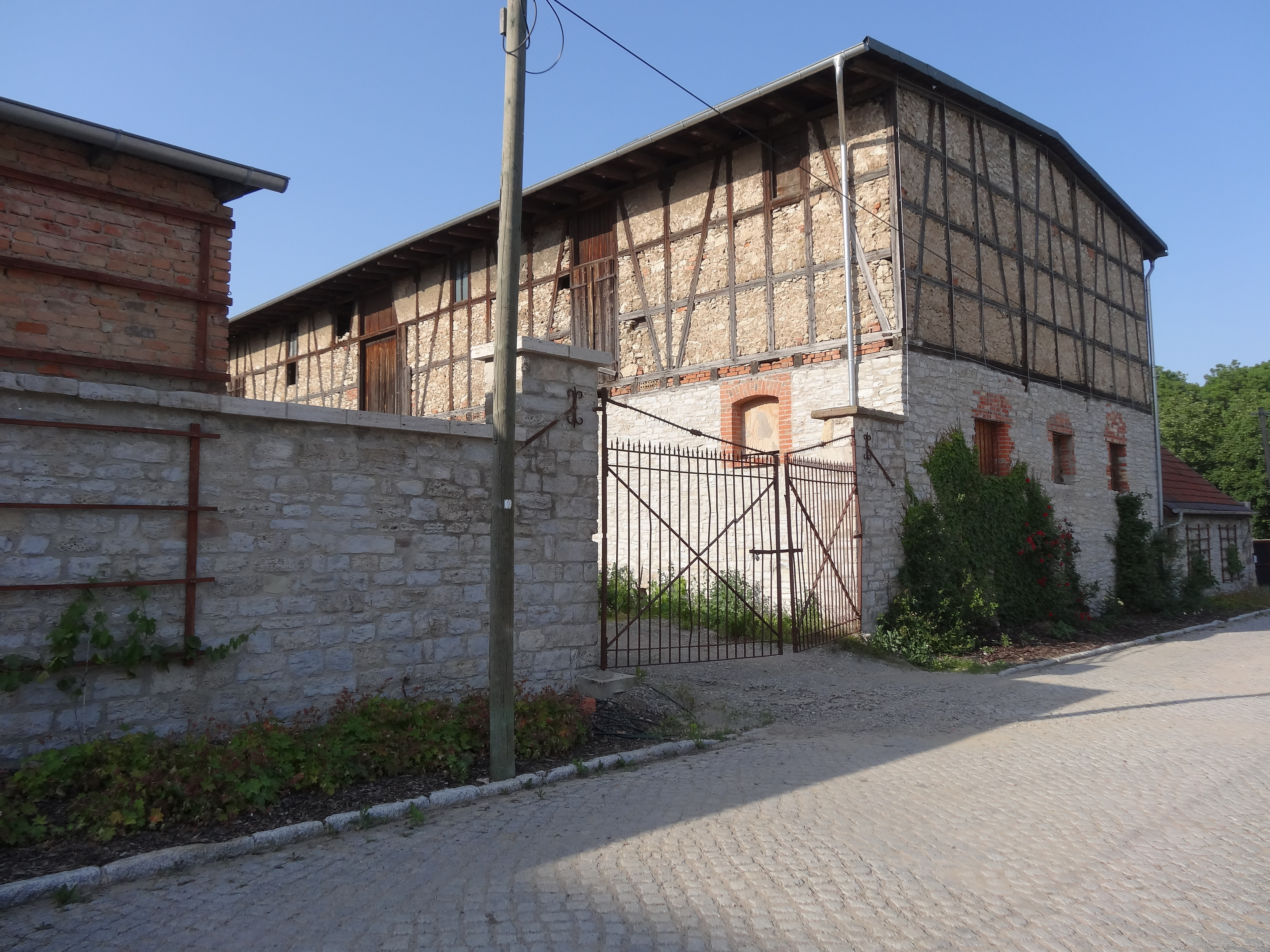
Gutshof in Lützendorf

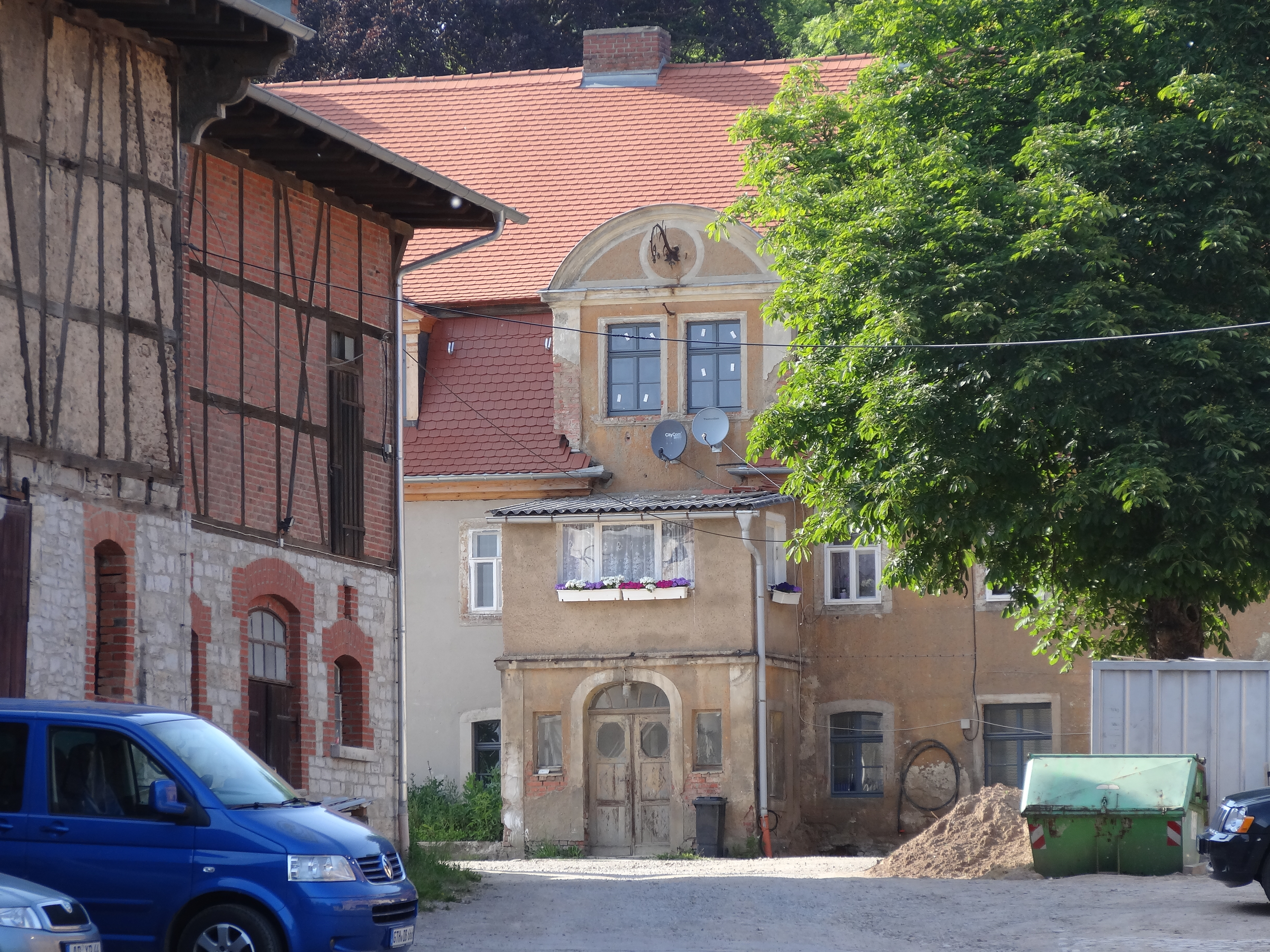
Gutshof in Lützendorf mit Blick auf das Herrenhaus

Das Gut Lützendorf im Weimarer Stadtteil Lützendorf mit der Anschrift Lützendorf 2, 3 oder Am Herrenrödchen 2,3 ist ein ehemaliges herzogliches bzw. großherzogliches Kammergut. Hinter dem Herrenhaus und seinen Nachbargebäuden befindet sich eine bis zum Lützendorfer Graben reichende Parkanlage.
Das Kammergut hatte 1926 eine Größe von 216 ha. Es verfiel nach der Bodenreform nach 1945.
Der Gutshof mit den Stallungen und Scheunen aus Fachwerk mit Ziegeln aus dem 19. Jahrhundert wie auch das Herrenhaus aus dem 18. Jahrhundert ist weitgehend erhalten. Er wurde 2012–2020 unter denkmalpflegerischen Gesichtspunkten saniert, nachdem er lange Zeit leer gestanden hatte. Dabei wurden einzelne Gutsgebäude zu Wohn- und Gewerbezwecken umgenutzt.
Das Gut Lützendorf steht auf der Liste der Kulturdenkmale in Weimar (Einzeldenkmale).
- Siehe auch: Kammergut Tiefurt